# Comité Paralímpico Nacional de Haití
El Comité Paralímpico Nacional de Haití es el comité paralímpico nacional que representa a Haití. Esta organización es la responsable de las actividades deportivas paralímpicas en el país. Es miembro del Comité Paralímpico Internacional y del Comité Paralímpico de las Américas.